# Tip O’Neill
Thomas Phillip "Tip" O’Neill, Jr., född 9 december 1912 i Cambridge, Massachusetts, död 5 januari 1994 i Boston, Massachusetts, var en amerikansk demokratisk politiker. Han var den 55:e talmannen i USA:s representanthus 1977–1987.
Tip O’Neill utexaminerades 1936 från Boston College. Han var ledamot av Massachusetts House of Representatives, underhuset i delstatens lagstiftande församling, 1936–1952 (talman 1949–1952).
O’Neill var ledamot av USA:s representanthus från Massachusetts 1953–1987. Han efterträdde John F. Kennedy i representanthuset. När O’Neill lämnade representanthuset, efterträddes han av presidentens brorson Joseph Patrick Kennedy II. O’Neill var demokratisk whip 1971–1972 och majoritetsledare 1973–1977 innan han blev talman. Endast Sam Rayburn har varit representanthusets talman längre än Tip O’Neill.